# Marcel Kulinski
Marcel Kulinski (* 10. května 1972) je bývalý český fotbalový obránce či záložník. Žije v Karviné.

## Hráčská kariéra
V nejvyšší soutěži hrál za FC Karviná, kde působil i ve druhé lize. Druhou ligu hrál také za Havířov. V nižších soutěžích nastupoval za FK 1. máj Karviná, FK Karviná ČSA Darkov či v Sokolově. V sezoně 2008/09 hrál za B-mužstvo Karviné.

## Ligová bilance
| Ročník                          | Zápasy | Góly | Minuty | Klub                  |
| ------------------------------- | ------ | ---- | ------ | --------------------- |
| MSFL 1993/94                    | –      | 0    | –      | FK 1. máj Karviná     |
| MSFL 1994/95                    | –      | 1    | –      | FK Karviná ČSA Darkov |
| 2. česká fotbalová liga 1995/96 | 19     | 1    | –      | FC Karviná            |
| 1. česká fotbalová liga 1996/97 | 4      | 0    | 201    | FC Karviná            |
| 2. česká fotbalová liga 1996/97 | 11     | 0    | –      | FK Baník Havířov      |
| CELKEM 1. LIGA                  | 4      | 0    | 201    |                       |